# Jean de Witte (dominicain)
Pour les articles homonymes, voir de Witte.
Jean De Witte, en latin Johannes Albus, né à Bruges (Pays-Bas bourguignons) le 6 août 1475 et y décédé le 15 août 1540, est un prêtre dominicain des Pays-Bas méridionaux et humaniste. Il fut le premier évêque de Cuba, d'abord de Baracoa ensuite de Santiago de Cuba, de 1517 à 1525.

## Biographie
Jean (ou Jan) de Witte, était le fils de Jean de Witte, bourgeois de Bruges, bourgmestre de Bruges, dont le portrait, avec celui de sa seconde épouse Marie Hoose, nous est parvenu grâce à un triptyque, œuvre du maître brugeois de 1473, conservé aux Musées royaux des beaux-arts de Belgique et que certains identifient avec le Jean de Witte conseiller du duc de Bourgogne, puis seigneur de Ruddervoorde.
La famille de Witte, grands marchands, exerçait le commerce avec l'Espagne et le jeune Jean fut envoyé en 1490 par son père en ce pays pour y apprendre le négoce. Mais au lieu de s'y consacrer aux affaires, il entra comme novice dans le couvent des Dominicains de Valladolid où il devint frère prêcheur.
En 1506, le père Jean de Witte fut appelé à la cour d'Espagne pour y devenir, en tant que bilingue néerlandais-espagnol, le professeur des enfants de Philippe le Beau et de Jeanne de Castille. Il retourna ensuite dans les Pays-Bas méridionaux où il fut à la fois le confesseur et le professeur de langue des infantes Eléonore, Isabelle et Marie.

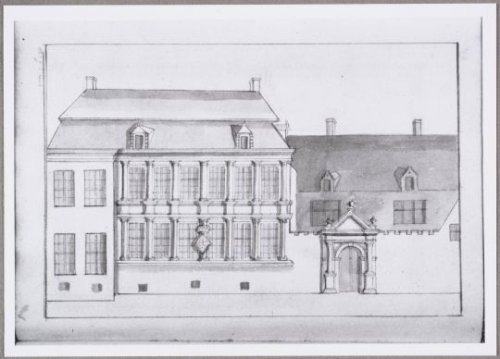
L'« Hof van Cuba » à Bruges, qui servit de palais épiscopal à Jean de Witte.

En 1514, de Witte devint évêque titulaire de Sélymbrie (de) in partibus infidelium.  En 1517, son compatriote le pape Adrien VI le nomma évêque de Santiago de Cuba (qui comprenait alors la Floride et la Louisiane), premier à remplir cette fonction. Il est probable qu'il résida à Cuba de 1517 à 1525, année où il renonça à l'épiscopat.
Jean de Witte retourna alors à Bruges où il résida dans un majestueux palais épiscopal, l'« Hof van Veurne », sur le Garenmarkt, qui par la suite fut appelé en son souvenir « Hof van Cuba ».  Selon J. Gaillard, l'hôtel dit de Cuba se situait dans la partie ouest de la rue de l'Eechoutte, où se trouvait en 1847 une maison marquée section C17, n°48.

## La fondation de Witte
Par testament de Witte destina des fonds, complétés par ceux de son ancienne élève l'infante Eléonore, devenue épouse du roi de France François Ier, pour fonder une chaire de lettres, de philosophie et de théologie. La leçon inaugurale fut tenue par Georges Cassander. Les leçons publiques se donnaient dans des édifices de la commune jusqu'en 1580, lorsque les calvinistes prirent le contrôle du conseil municipal de la ville de Bruges.  